# Pieter Hofman
Pieter Hofman, né vers 1642 à Anvers et mort en février 1692 à Rome, est un peintre baroque flamand.

## Biographie
Elève de Nicolaas van Eyck en 1656-1657, Pieter Hofman part pour Rome vers 1660 où il est l'élève de Jacques Courtois et devient membre des Bentvueghels. Son surnom (bentnaam ) est Janitzer (il Giannizzero en italien), sans doute en référence à son voyage en Turquie avec Jan van Essen de 1665 à 1669. En 1682, Hofman épouse une italienne, Margherita Gambari, et reste à Rome jusqu'à sa mort, en 1692.

## Œuvre
Pieter Hofman est connu pour ses tableaux de batailles et ses représentations de cavaliers dans le style de Jacques Courtois.